# Несессер

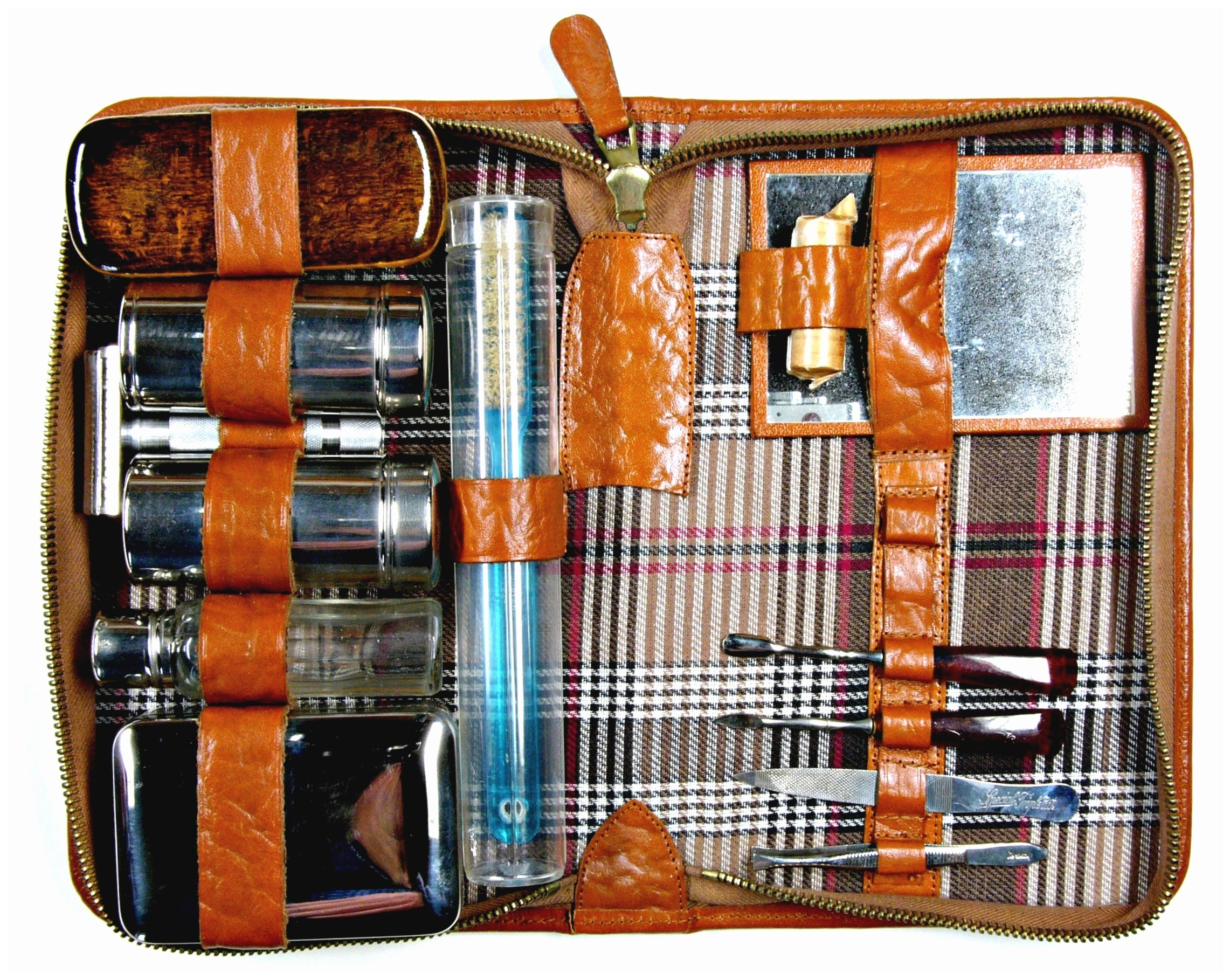
Кожаный несессер 1950-х годов

Несессе́р (фр. nécessaire «необходимый») — специальный контейнер (сумка, барсетка, кошелёк, шкатулка, футляр и пр.) для мелких предметов. Используется для хранения принадлежностей гигиены, косметики, маникюра, шитья, рукоделия и т. п. Как правило, в несессере для каждого предмета имеется специальное отделение (отсек), благодаря чему предметы не смешиваются.
Несессеры появились в начале XVIII века. Они делились на два вида — настольные и карманные. Последние в XVIII и XIX веках часто являлись украшением костюма, их носили на специальной цепочке (шатлене), прикреплённой к поясу.